# Rinyaújlak
Rinyaújlak là một thị trấn thuộc hạt Somogy, Hungary. Thị trấn này có diện tích 24,26 km², dân số năm 2010 là 298 người, mật độ 12 người/km².